# Козлов, Иван Григорьевич
Иван Григорьевич Козлов (укр. Іван Григорович Козлов; 28 июля 1925 год, село Покровская Богачка — 26 мая 1995 год, село Штомпелевка, Хорольский район, Полтавская область, Украина) — председатель колхоза имени Ильича Хорольского района Полтавской области. Герой Социалистического Труда (1971). Заслуженный работник сельского хозяйства УССР.

## Биография
Родился 28 июля 1925 года в крестьянской семье в селе Покровская Богачка. В 1941 году окончил среднюю школу в родном селе. В 1943 году призван на фронт. Участвовал в сражениях Великой Отечественной войны. После демобилизации в 1945 году служил в органах внутренних дел в Борисполе. С 1947 года возглавлял полеводческое звено в колхозе села Штомпелевка Хорольского района. После окончания в 1954 году Полтавского сельскохозяйственного техникума работал агрономом на Хорольской МТС.
В 1961 году избран председателем колхоза имени Ильича Хорольского района. Применяя передовые методы, вывел колхоз из убыточных в число передовых сельскохозяйственных хозяйств Полтавской области. В 1971 году удостоен звания Героя Социалистического Труда «за выдающиеся успехи, достигнутые в развитии сельскохозяйственного производства и выполнении пятилетнего плана продажи государству продуктов земледелия и животноводства».
После выхода на пенсию проживал в селе Штомпелевка Хорольского района, где скончался в 1995 году.

## Награды
- Герой Социалистического Труда — указом Президиума Верховного Совета СССР от 8 апреля 1971 года
- Орден Ленина
- Орден Октябрьской Революции
- Орден Отечественной войны 2 степени
- Орден «Знак Почёта»
- Медаль «За трудовое отличие»
- Заслуженный работник сельского хозяйства УССР